# 강지운
강지운(1980년 4월 1일 ~ )은 대한민국의 배우이다.

## 학력
- 서경대학교 연극영화과
- 서경대학교 대학원

## 드라마
- 2001년 : KBS 청소년드라마 《학교 4》
- 2005년 : KBS 주말드라마 《슬픔이여 안녕》- 경석 역
- 2007년 : OCN Movies 《P씨네》
- 2007년 : MBC 수목드라마 《뉴하트》
- 2008년 : SBS 월화드라마 《식객》
- 2013년 : KBS 수목드라마 《칼과 꽃》
- 2021년 : SBS 금토드라마 《펜트하우스 2》
- 2022년 : KBS 월화드라마 《커튼콜》
- 2023년 : KBS 대하드라마 《고려거란전쟁》- 노의 역
- 2024년: JTBC  《낮과 밤이 다른 그녀》 대차남역

## 경력
- 백제예술대학 뮤지컬과 겸임교수
- 아이액터연기학원 대표
- 잡지 웨딩, 여성중앙 모델

## 영화
- 2009년 : 이것이 사랑이다
- 2025년 : 야당 - 수사관 역
- 2025년 : 커미션 - 규식 역

## 수상
- 2001년 : 제1회 e스타선별대회 금상
- 2001년 : 제1회 네오스타선별대회 금상